# Sieglinde Ehard
Sieglinde Georgine Ehard (* 1916; † 22. November 2008; geborene Sieglinde Odörfer) war eine bayerische Ministerialbeamtin. Sie war als zweite Ehefrau des Bayerischen Ministerpräsidenten Hans Ehard (1887–1980) von August 1960 bis Dezember 1962 First Lady des Freistaats.

## Werdegang
Odörfer entstammt einer alten Münchner Familie. Sie besuchte das St.-Anna-Gymnasium im Stadtteil Lehel und legte dort die Reifeprüfung mit der Note 1,0 ab. Im Anschluss studierte sie an der Universität München Deutsch, Englisch und Geschichte für das Lehramt und schloss mit Auszeichnung ab. 1939 promovierte sie zur Dr. phil. Anfänglich arbeitete sie als Gymnasiallehrerin.
Nach Ende des Zweiten Weltkriegs wurde sie wegen ihrer Kenntnisse der englischen Sprache von der US-amerikanischen Militärregierung in das Bayerische Wirtschaftsministerium geholt. Später wurde sie Landtagsreferentin und lernte dort ihren späteren Ehemann Hans Ehard kennen. Drei Jahre nach dem Tod dessen erster Frau Annelore heirateten beide im August 1960. Bis zu ihrer Pensionierung war sie als Ministerialrätin tätig.
Ihren Lebensabend verbrachte Ehard in einer Seniorenresidenz in Seeshaupt.
Sieglinde Ehard starb Ende November 2008 im Alter von 92 Jahren. Ihr Grab befindet sich auf dem Münchner Waldfriedhof.

## Ehrungen
- Bayerischer Verdienstorden

## Schriften
- Die Okkupation und Annexion Bosniens und der Herzegowina im Spiegel der österreichisch-ungarischen Volksvertretungen: Ein Beitrag zur Geschichte des deutschen Abwehrkampfes in der Donaumonarchie. – München, Phil. Diss., 1939